# Jiading Bei
Jiading Bei (chiń. 嘉定北站) – stacja końcowa metra w Szanghaju, na linii 11. Zlokalizowana jest za stacją Jiading Xi. Została otwarta 31 grudnia 2009.